# 大井貞隆
大井貞隆（?—?），日本戰國時代武將。信濃國的國人眾。信濃小縣郡長窪城（現今長野縣長和町）城主。信濃源氏小笠原氏一族大井氏的庶流岩村田大井氏。信濃長窪城主。別名光台。

## 生平
生年不詳。繼承岩村田大井氏的一族長窪氏，並成為長窪城城主。明應2年（1493年），成為兄長忠重的養子，繼承本家岩村田大井氏。
與信濃諏訪郡的諏訪氏和甲斐國的武田氏（與諏訪氏有同盟關係）敵對，天文9年（1540年），被諏訪賴重奪去長窪城。
天文10年（1541年），武田晴信成為武田氏當主後，與諏訪氏斷絕關係，翌年（1542年），武田氏侵攻諏訪，並消滅賴重，貞隆乘機奪回長窪城。得到諏訪領地的武田氏正式侵攻信濃，並在天文12年（1543年）9月侵攻小縣郡，同月17日包圍長窪城，貞隆進行抵抗，不過家臣相木昌朝和蘆田信守成為內應，長窪城開城，貞隆自身亦被捕獲，被運至甲府（『高白齋記』）。而支援貞隆的信濃佐久郡望月氏亦遭到處罰。
岩村田大井氏由弟弟貞清繼承，貞清在佐久郡內山城抵抗，天文15年（1546年），內山城被攻陷。

## 外部連結
- 武家家伝＿岩尾大井氏 （页面存档备份，存于）